# ASV Landau
Der Allgemeine Sportverein Landau 1946 e. V. ist ein Zusammenschluss von mehr als 20 selbständigen Einzelvereinen in über 25 Sportarten der südpfälzischen Stadt Landau. Von 1978 bis 1996 war der ASV der größte Sportverein in Rheinland-Pfalz. Er hat seit dem Jahr 2000 über 5.000 Mitglieder.

## Geschichte

### Fußball im ASV Landau
Der BfL Landau, der am 26. April 1946 Gründungsmitglied des ASV war, entstand 1933 durch Fusion der Landauer Vereine VfR 1919, Sportfreunde, FV 1912 und Post SV. Wie diese Vorläufer spielte auch der BfL keine Rolle im überregionalen Fußball, war im Feldhandball jedoch Gaumeister 1943 und damit Teilnehmer an der Endrunde zur Deutschen Meisterschaft. Hier schied die Mannschaft allerdings bereits in der ersten Runde gegen den LSV Straßburg aus.
Erst nach der Gründung des ASV stiegen die Fußballer 1949 erstmals in die höchste Spielklasse, damals die Oberliga Südwest-Nord, auf. 1951 stiegen die Landauer ab, 1953 erneut auf, ein Jahr später wieder ab. 1960 musste der ASV sogar die 2. Liga Südwest als Tabellenletzter verlassen.
In der 1963 neu gegründeten Fußball-Regionalliga Südwest (1963–1973) stieg der Verein in der Saison 1963/64 als Vorletzter in die Amateurliga Südwest ab. Dabei erhielt man in 34 Ligaspielen 110 Gegentore und erreichte lediglich 6 Siege. 1969 erfolgte der Wieder-Aufstieg in die Regionalliga-Südwest.
Die Saison 1969/70 war eine sehr erfolgreiche. Der Neuling aus der Südpfalz war die Attraktion der Vorrunde; ein Favorit nach dem anderen wurde besiegt. Borussia Neunkirchen, der 1. FC Saarbrücken und TuS Neuendorf scheiterten in Landau. Vorübergehend schien sogar die Vize-Meisterschaft möglich – verbunden mit der Teilnahme an der Aufstiegsrunde in die Bundesliga. Nicht nur die kämpferische Leistung, auch das spielerische Auftreten sorgten für Beachtung. Als Initiator des Aufschwungs galt Trainer Heinz Ruppenstein. „Er machte nicht nur ein modern-attraktives Training, sondern kümmerte sich um jeden Spieler mit Hingabe.“ Als Spieler traten Werner Hösl, Günter Brust, Karlheinz Braun, Peter Wallenwein und Robert Sucietto besonders in Erscheinung. Am Saisonende belegte der ASV Landau den siebten Platz.
Die erfolgreiche Phase des Landauer Fußballs setzte sich fort, als die Abteilung im Juli 1970 eine Partnerschaft mit der Firma Gummi-Mayer einging und fortan als Gummi Mayer Landau im ASV auftrat. Die Fußballer spielten vier Jahre in der Regionalliga und erreichte jedes Jahr solide Plätze im Tabellen-Mittelfeld. Im Zuge der Gründung der 2. Bundesliga 1974 musste der Verein zurück in die Amateurliga und wegen der Gründung der Amateur-Oberliga 1978 in die Verbandsliga absteigen. Beide Male hatten die Landauer durch erreichte Mittelfeldplätze den Klassenerhalt gesichert. 1979 beendete Gummi Mayer die Zusammenarbeit.
Nach dem Abstieg aus der Regionalliga nahmen die Landauer zweimal am DFB-Pokal teil. 1974/75 schlugen sie den FV Lörrach auswärts 2:1, ehe sie dem FC Augsburg 0:2 unterlagen. Ein Jahr darauf war Hannover 96 im Südpfälzischen Stadion zu Gast und siegte 7:1.
In der Saison 2009/10 stiegen die ASV-Fußballer als Tabellenletzter der siebtklassigen Landesliga Ost des Südwestdeutschen Fußballverbands in die Bezirksliga Vorderpfalz ab. Auch in dieser Spielklasse wurde der ASV in der Spielzeit 2010/11 abgeschlagen Tabellenletzter, so dass er seit der Saison 2011/12 in der neuntklassigen A-Klasse Südpfalz (vormals Bezirksklasse Vorderpfalz) spielt.
Seit dem 4. März 2010 trägt die Fußballabteilung die offizielle Bezeichnung Fußball-Club im ASV Landau e. V. 2017 wurde der Spielbetrieb wegen Insolvenz eingestellt. Der Fußballclub im ASV Landau war ein eigenständiger Verein, dessen Situation mit dem ASV 1946 Landau nichts zu tun hat.

### Bekannte Spieler
- Bert Balte
- Reiner Edelmann
- Hans Franz
- Freddy Heß
- Werner Hösl
- Joachim Otto
- Hans Ripp
- David Scheu
- Franz Schmitt
- Wolfgang Schnarr
- Michael Serr
- Hermann Soyez
- Hugo Ulm
- Horst Wild

### Bekannte Trainer
- Werner Heck
- Hermann Jöckel
- Heinz Ruppenstein